# Varbola
Varbola är en ort i Estland. Den ligger i Märjamaa kommun och landskapet Raplamaa, i den västra delen av landet, 50 km söder om huvudstaden Tallinn. Varbola ligger 47 meter över havet och antalet invånare är 323.
Terrängen runt Varbola är mycket platt. Runt Varbola är det glesbefolkat, med 13 invånare per kvadratkilometer. Närmaste större samhälle är Riisipere, 11,2 km nordväst om Varbola. I omgivningarna runt Varbola växer i huvudsak blandskog.